# Nybyggeriet Aalborg Universitetshospital
|  | Fremtidig bygning Denne artikel omhandler en bygning, der er under opførelse. Det er derfor muligt, at indholdet er af spekulativ natur, og ligeledes, at indholdet kan ændre sig markant efterhånden som flere oplysninger bliver tilgængelige. |

Det nye Aalborg Universitetshospital er et hospital under opførelse i Aalborg Universitetskvarter i Aalborg. I forbindelse med planlægningen af byggeriet har der været afholdt en projektkonkurrence, hvor deltagerne skulle belyse mulighederne for at opføre et 134.500 m2 hospitalsbyggeri og udarbejde en hovedstrukturplan for det 92 ha. store område ved Postgården øst for Aalborg Universitet. I forbindelse med byggeriet foreslås det også at Aalborg Universitets Sundhedsvidenskabelige Fakultet kan sammenbygges med hospitalet. Konsortierne Indigo og Curavita gik videre til anden runde i konkurrencen. Der var seks deltagere i første runde af projektkonkurrencen. Projektkonkurrencen er udskrevet af Region Nordjylland og vinderprojektet blev offentliggjort efter et regionsrådsmøde i juni 2012.
Der nævnes en mulig anlægssum på 4,1 mia. kroner. Det første spadestik til byggeriet blev taget den 18. oktober 2013. Det planlægges, at universitetshospitalet får forbindelse til Aalborg Station via. en busvej. Vinderne blev konsortiet Indigo, som består af LINK arkitektur (tidl. aarhus arkitekterne), Creo Arkitekter, Schmidt Hammer Lassen, NNE Pharmaplan, Royal Haskoning fra Holland, Oluf Jørgensen og Brix & Kamp.
Byggeriet var oprindeligt forventet færdigt i 2020,, men forskellige forsinkelser har udskudt ibrugtagningen til forventeligt 2026, samtidig med at der har været stigende budgetoverskridelser (1,4 mia. kr. pr. 2022).
Byggeriet har været plaget af mikrobiel rust.
Plusbussen forventes at køre til Hospitalsbyen omkring den 1. september 2024.